# Camilla Britská
Camilla (občanským jménem Camilla Rosemary Mountbatten-Windsorová, dříve provdaná Parkerová Bowlesová, rozená Shandová, * 17. července 1947 Londýn) je královna Spojeného království a dalších čtrnácti nezávislých států, tzv. Commonwealth realms, druhá manželka krále Karla III.
Přestože před manželovým nástupem na trůn měla právo nosit titul princezny z Walesu, používala titul vévodkyně z Cornwallu, což byl sekundární titul jejího manžela. Ve Skotsku jí náležel titul vévodkyně z Rothesay. Po smrti tchána, prince Philipa, vévody z Edinburghu, se v roce 2021 stala jako manželka prince Charlese také vévodkyní z Edinburghu.
Camilla byla korunována společně se svým manželem 6. května 2023, do té doby jí připadal titul královny chotě (Queen Consort) automaticky z důvodu sňatku s britským panovníkem.
Jako královna pomáhá Karlu III. při plnění jeho oficiálních povinností. Je také patronkou, prezidentkou a členkou několika charit a organizací. Oceněna byla za činnost související se zvýšením povědomí o osteoporóze, na kterou zemřely její matka a babička. Rovněž se angažuje v oblastech znásilnění a sexuální zneužívání, gramotnost, životní podmínky zvířat a chudoba.

## Životopis
Camilla Rosemary Shand se narodila 17. července 1947 v Londýně. Je nejstarší ze tří dětí majora Bruce Shanda a jeho manželky Rosalind Cubittové, dcery Rolanda Cubitta, 3. barona Ashcombeho. Má sestru Annabel a bratra Marka, který zemřel v roce 2014.
Vyrůstala ve Východním Sussexu, kde měla její rodina venkovské sídlo. V Londýně pobývala v Jižním Kensingtonu, kde pak od jedenácti let navštěvovala soukromou dívčí školu Queen's Gate School. V šestnácti letech nastoupila Camilla na školu v Tolochenaz ve Švýcarsku. Poté půl roku studovala francouzštinu a francouzskou literaturu na University of London Institute in Paris.
Před svou první svatbou v roce 1973 již byla přítelkyní prince Charlese, se kterým se seznámila v roce 1971, přičemž měli mnoho společných zájmů jako například jízdu na koních. V roce 1973 se nicméně provdala za důstojníka jezdectva britské armády Andrewa Parkera Bowlese, kterého poznala už v roce 1965. Princ Charles se stal kmotrem jejich syna Thomase, který se narodil roku 1974. 1. ledna 1978 se jim pak narodila dcera Laura. V roce 1995 oznámili svůj rozvod s tím, že posledních několik let manželství žili odděleně.
Camilla a Charles údajně udržovali svůj vztah i během svých manželství. Po jejich rozvodech a po smrti Charlesovy první ženy princezny Diany svůj vztah udržovali již veřejně. 10. února 2005 bylo oznámeno, že spolu uzavřou sňatek 8. dubna na hradě ve Windsoru. Svatba byla však o den odložena kvůli úmrtí papeže Jana Pavla II., jehož pohřbu se Charles účastnil místo královny Alžběty. Ke svatbě tedy došlo 9. dubna. Královna Alžběta II. se však sňatku ani pohřbu nezúčastnila. Patrně by to nekorespondovalo s Anglikánskou církví, již reprezentovala.  
Královna Alžběta II. při příležitosti platinového výročí svého panování v únoru 2022 oznámila, že v případě, že se princ Charles stane králem, bude mít Camilla titul královna manželka místo do té doby zvažovaného titulu „princezna manželka“.

## Jména a tituly
- 1947–1973: slečna Camilla Rosemary Shand
- 1973–1995: paní Camilla Parker-Bowles
- 1995–2005: paní Camilla Parker-Bowles-Shand
- 2005–2022: Její královská Výsost vévodkyně z Cornwallu (formálně byla princeznou z Walesu, tento titul však s ohledem na svou předchůdkyni princeznu Dianu neužívala[11])
- 2022–dosud: Její Veličenstvo královna[13]

## Děti
| Jméno               | Narození          | Svatba         | Svatba      | Děti                                    |
| Jméno               | Narození          | Datum          | Choť        | Děti                                    |
| ------------------- | ----------------- | -------------- | ----------- | --------------------------------------- |
| Tom Parker Bowles   | 18. prosince 1974 | 10. září 2005  | Sara Buys   | Lola Parker Bowles Freddy Parker Bowles |
| Laura Parker Bowles | 1. ledna 1978     | 6. května 2006 | Harry Lopes | Eliza Lopes Louis Lopes Gus Lopes       |